# What No Man Knows
What No Man Knows es una película muda dramática de 1921 producida y dirigida por Harry Garson y protagonizada por Clara Kimball Young.

## Reparto
- Clara Kimball Young como Norma Harvey
- Lowell Sherman como Craig Dunlap
- Dorothy Wallace como Bertha Dunlap
- William P. Carleton como Drake Blackly
- Jeanne Carpenter como Mazie
- Dulcie Cooper
- Edward M. Kimball - (Sin acreditar)
- Arthur Millett - (Sin acreditar)
- Rolfe Sedan - (Sin acreditar)

## Estado de conservación
La película actualmente sobrevive en la Biblioteca del Congreso de Estados Unidos aunque con una versión incompleta.